# Politician independent
În politică, un independent este un politician ce nu este afiliat (nu este membru al) niciunui  partid politic. Poate alege să activeze astfel din mai multe motive: deoarece consideră că niciunul dintre acestea nu îi (mai) reprezintă punctele sale de vedere; deoarece nu este primit în partidul sau partidele cu care se identifică; sau pentru că dorește să acționeze în afara constrângerilor pe care i le-ar impune calitatea de membru de partid.